# Гетьманські та російські професійні театри
Значним явищем сценічного українського мистецтва стало формування гетьманського театру. Вони формувалися на зразок західноєвропейських театрів. Перша спроба організувати придворний театр належить Івану Мазепі.
З XVIII століття в Україні почалось систематичне відбирання найталановитіших співаків до придворної хорової капели. Потім ці співаки ставали головними виконавцями в російських драматичних виставах Москви та Петербурга. Там їм дуже часто змінювали прізвища на російський манер, наприклад, «Петров» і т. д., але деякі залишалися зі своїми прізвищами, тобто не змінювали їх.
Великі магнати також брали до свого домашнього театру українських співаків. Так, у 1751 році Кирило Розумовський, коли його Єлизавета Петрівна призначила гетьманом Війська Запорозького, з Петербурга разом зі своїм почтом привіз до Глухова великий оркестр і акторську трупу, які діяли до самої ліквідації інституту гетьманства у 1764 році. Оформленням сцени займався маляр-монументаліст Григорій Стеценко, уродженець Ромнів (тепер Сумська область).
Перша вистава цієї трупи в палаці відбулася у грудні 1751 році. Вони представили комічну оперу французькою мовою «La foire de Hizim» або ж «Ізюмський ярмарок». Репертуар трупи, актори якої нам не відомі, також представляв комедії Мольєра в перекладах на російську мову Василя Теплова «Вимушене одруження» та «Витівки Скапена» та деякі твори в перекладах Григорія Теплова.

## Аматорські театри
Витоки аматорського театру демократичних прошарків населення міст України належать до XVIII століття. Так за свідченням генерального підскарбія Якова Марковича у 30-х роках XVIII столітті в Глухові відбувалися аматорські вистави. В його щоденнику про це свідчить такий запис, датований 7 квітня 1730 року: «у Міклашевського інспектор з дітьми виправляли комедію».
З відкриттям намісництва у Харкові 1780 року до міста почало переселятися багато дворян і чиновників з різних міст. Серед всіх їхніх розваг у 80-х роках XVIII століття з'явився і російський театр. Про склад цього театру та репертуар майже нічого не відомо. Деякі свідчення нам дає Григорій Квітка — Основ'яненко, адже від старожилів він дізнався про те, що під керівництвом відставного «дансера» (танцюриста) Іваницького Санкт-Петербурзького театру відбувалися дійства балету, точніше — дивертисменти. До складу гуртка входили 20 харків'ян, серед яких була одна танцівниця на псевдо «Малярівна» (через те що була дочкою маляра), яка всіх зачаровувала своєю спритністю, пластичністю, легкістю в танцях та дуже привабливою зовнішністю. Та через деякий час діяльність театру припинилася. Звичайно, було багато спроб відновлення цього театру місцевими чиновниками, але все обмежувалося лише поодинокими виставами. Регулярна діяльність припинилася через нестачу акторів які б розумілися в своїй справі та відсутності приміщення в якому була б можливість проводити вистави.
Згодом 15—20 серпня 1791 року під час успенського ярмарку, у прибудові до палацу яка була переобладнана, згодом на цьому місці був відкритий Харківський університет, розпочав свою діяльність російський аматорський театр з виставою російського драматурга Я. Княжніна «Неудачный примиритель, или Без обеду домой поеду». З часом цей театр стане професійним. Акторський склад був з молодих губернських чиновників канцелярій та креслярнь. У перші ж дні з відкриттям театру з'явився і справжній майстер своєї справи — Дмитро Москвичов. Його дебютна гра була в однократній комедії « Князь — трубочист, трубочист — князь», яка була перероблена з італійської комічної опери М. А. Портогаллі. Потім Д. Москвичов зіграв у музичних та драматичних виставах, а саме в російській комічній опері «Скупой» Я. Княжніна, «Мельник — колдун обманщик и сват» О. Аблесимова, з амузикою Є. Флміна, в комедії «Вздорщица» О. Сумаокова, «Недороль» Д. Фонвізіна, «Так и должно» М. Верьовкіна, та в французьких комічних операх, які були перекладені на російську мову — «Говорящая картина» та «Два охотника».
Через два роки після заснування театру до його складу ввійшла перша жінка. Це була Єлизавета Гаврилова — молода дружина згаданого нами актора Д. Москвичова. Вона виявилася дуже талановитою співачкою та актрисою. Завдяки талантам цієї жінки на сцені театру були зіграні такі комічні опери як «Добрые солдаты» М. Хераскова та «Сбитенщик» Я. Княжніна за музикою Раупаха, комедія «Любовная ссора» А. Бухарського та багато іншого.
Спершу режим роботи театру проходив щовівторка та щоп'ятниці, згодом в неділю та свята. Безплатні вистави проходили для вищих верств населення у високоурочисті дні. Аматорська трупа з шести акторів та трьох актрис стала поступово переростати в професійний театр..
У 1795 році до Харкова прибув відставний актор з Петербурга Константинов. Він взяв керівництво над театром за власний рахунок, ставши антрепренером. Трупа з дев'яти акторів стала цілком професійною. Новий власник виділяв кошти на переобладнання декорацій та на оновлення гардеробу. Так як трупа постійно працювала в Харкові, то з того часу й почав свою діяльність російський професійний театр. Оновлювався і репертуар театру і сцена побачила вистави які виставлялися в столиці, наприклад, драма П. Зуброва «Честное слово», комедія «Тщеславный, или Чего очень хочеться, тому и вериться»  А. Волкова та інші.
Діяльність російського професійного театру у Харкові припинилася у листопаді 1796 року, коли було оголошено десятимісячний державний траур за Катериною ІІ. Всі актори розійшлися, а новий харківський губернатор О. Теплов дав наказ розпродати на аукціоні всі декорації та гардероб театру, а саме приміщення знести через аварійний стан, і лише у 1808 році діяльність російського театру у Харкові відновилася.
В Києві за розпорядженням губернатора протягом 1789—1790 років у царському, а з XIX столітті Маріїнському, палаці відбувалися вистави для «благородного товариства», а у 1791 році тут виступала італійська трупа.